# Santa Croce Camerina
Santa Croce Camerina is een gemeente in de Italiaanse provincie Ragusa (regio Sicilië) en telt 9331 inwoners (31-12-2004). De oppervlakte bedraagt 40,8 km², de bevolkingsdichtheid is 229 inwoners per km².
De volgende frazioni maken deel uit van de gemeente: Santa Croce Camerina e Casuzze.

## Demografie
Santa Croce Camerina telt ongeveer 3839 huishoudens. Het aantal inwoners steeg in de periode 1991-2001 met 13,9% volgens cijfers uit de tienjaarlijkse volkstellingen van ISTAT.
| Jaar | Inwoneraantal |
| ---- | ------------- |
| 1991 | 7445          |
| 2001 | 8481          |

## Geografie
De gemeente ligt op ongeveer 87 m boven zeeniveau.
Santa Croce Camerina grenst aan de volgende gemeenten: Ragusa.